# Leptoclinus maculatus
Leptoclinus maculatus — вид окунеподібних риб родини Стіхеєві (Stichaeidae).

## Поширення
Риба досить поширена в арктичних та помірних морських водах північної півкулі.

## Опис
Риба завдовжки до 20 см. Спинний плавець довгий, складається з 57-60 променів, анальний — 34-36 променів. Нижні п'ять променів ребер грудних плавців витягнуті. Їх кінці не з'єднані мембраною. Хвостовий плавець округлий. Тіло сірувато-жовтого забарвлення з нерівними чорно-коричневими плямами.

## Спосіб життя
Мешкає на піщаному дні на глибині 2-600 м. Живиться поліхетами та ракоподібними.

## Розповсюдження
Поширено у північній частині Атлантичного і Тихого океанів: від Шпіцбергена, Білого моря і південного південного Баренцева моря уздовж узбережжя Скандинавії від Фіннмарк до Скагеррака, біля південного і західного узбережжя Гренландії та Ісландії. Тикхоокеанський ареал охоплює північ Японського моря, Охотське море, акваторію Алеутських островів і узбережжя Аляски до північного заходу штату Вашингтон (США).

## Підвиди
- Leptoclinus maculatus maculatus
- Leptoclinus maculatus diaphanocarus